# Chrysiptera annulata
Chrysiptera annulata és una espècie de peix de la família dels pomacèntrids i de l'ordre dels perciformes.

## Morfologia
Els mascles poden assolir els 8 cm de longitud total.

## Distribució geogràfica
Es troba des del Mar Roig fins a Durban (Sud-àfrica), Madagascar, Reunió i Maurici.